# Variolation
Die Variolation (auch veraltet Inoculierung, Inokulation oder Blatternbelzen) ist die Übertragung des Pustelinhaltes von Pocken („Blattern“) von Mensch auf Mensch durch Inokulation. Es handelt sich dabei um eine Technik der Impfung gegen Viruserkrankungen, die bis ins 18. Jahrhundert bei Menschen vor allem in China und im Nahen Osten eingesetzt wurde.

## Durchführung
Hierbei wurden Virenkollektiva aus den Wunden von Pockenkranken genutzt, die die Krankheit überstanden hatten. Für gewöhnlich entnahm man erkrankten Personen mittels einer Lanzette Material aus einer Pustel, das man dann gesunden Personen subkutan, also durch kleine Wunden, in den Arm oder in das Bein einbrachte. Dadurch wurden gesunden Personen attenuierte (abgeschwächte) Viren appliziert. Es wurde also ein attenuierter Lebendimpfstoff verwendet. Durch die Vermehrung der Viren sollte die Immunreaktion ausgelöst werden. Allerdings konnten die Viren durch Rückmutation bei ihrer Vermehrung wieder krankheitsauslösend werden, was zu einer relativ hohen Todesrate (2–3 %) unter den derart Behandelten führte. Immerhin war aber damals die Sterblichkeit bei dieser Behandlung geringer als nach Infektion ohne vorausgegangene Variolation. So lag diese nach einer Berechnung von 1722 bei 1:14 für nicht-inokulierte und bei 1:91 für inokulierte Kinder. Ein weiteres Problem war, dass auch andere Krankheiten, wie z. B. Syphilis oder Tuberkulose, übertragen werden konnten. Außerdem konnte durch die Variolation eine (echte) Pockenepidemie ausgelöst werden.

## Historie
Wann genau diese Technik entwickelt wurde, ist unbekannt, vermutlich Anfang des zweiten Jahrtausends in Zentralasien. Von dort hat sich das Wissen über die Variolation nach China und über die Türkei nach Afrika und Europa verbreitet. Avicenna empfahl, die Variolation durch Haut-zu-Haut-Übertragung oder per Inhalation durchzuführen. In Indien wurden mit Pockenlymphe getränkte Baumwollbäuschchen auf den angeritzten Oberarm gebunden. Tscherkessische Händler führten 1670 die Technik in den türkischen Teil des Osmanischen Reiches ein. Das 1742 in China erschienene Werk Yizong jinjian („Goldener Spiegel der Medizin“) dokumentiert vier Arten der Variolation, größtenteils durch Einbringen pockenvirushaltigen Materials in die Nase.
Am Anfang des 18. Jahrhunderts publizierten mehrere Ärzte Methoden der Variolation. Die Ärzteschaft Englands wurde 1713 über diese Technik schriftlich durch den in der Türkei lebenden italienischen Arzt Emanuel Timonius, der in Oxford studiert hatte, informiert. Dies wurde von John Woodward 1714 der Royal Society vorgestellt (An account or history of the procuring the small pox by incision, or inoculation, as it has for some time been practices at Constantinople). 1715 erschien eine andere Darstellung der Variolation in lateinischer Sprache von Giacomo Pilarino / Jacobus Pylarinus unter dem Titel Nova et tuta variolas excitandi per transplantationen methodus in Venedig. 1721 berichtete Abraham Vater davon unter dem Titel Das Blatter-Beltzen oder die Art und Weise, die Blattern durch künstliche Einpropfung zu erwecken. In dem Büchlein, das er an den damaligen König von Polen und Kurfürsten von Sachsen, Friedrich August, richtete, empfahl er, die Methode auch in Deutschland auszuprobieren. Wenige Jahre vorher, 1717, hatte der ungarische Arzt Johann Adam Raymann einen Aufsatz über die Impftechnik (Von neuen oder ungewöhnlichen Blatter-Medicamentis, Curen) verfasst.

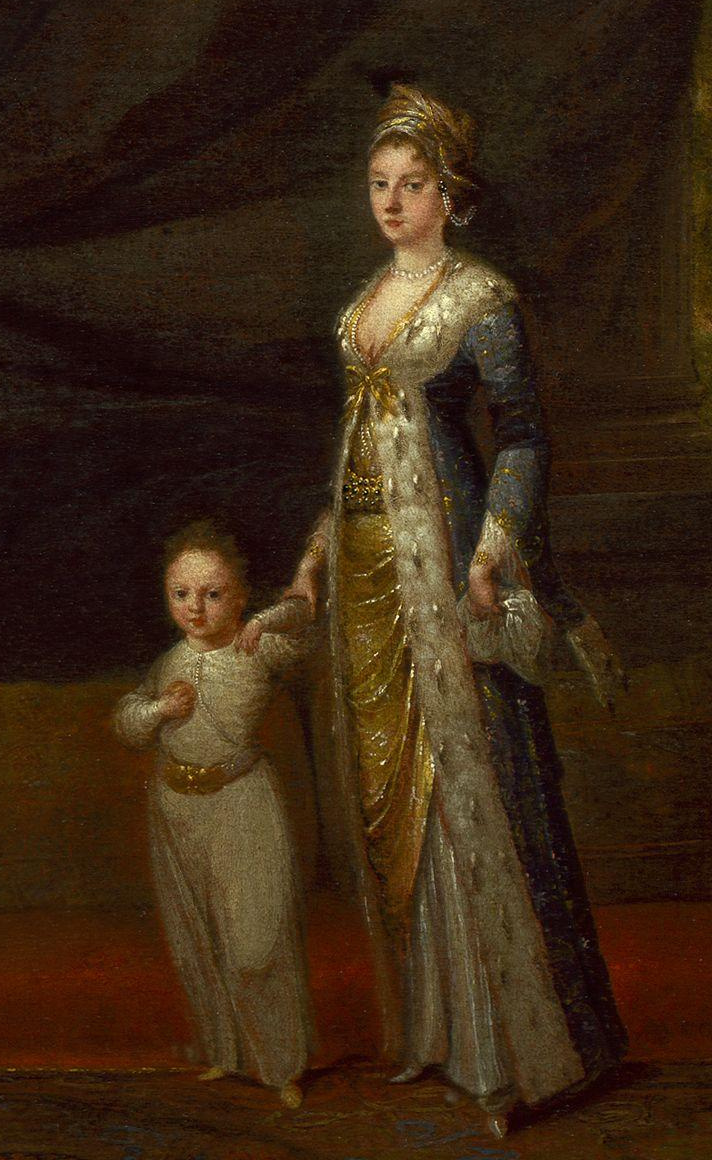
Lady Mary Wortley Montagu mit ihrem Sohn Edward (etwa 1717)

Das Wissen über die Variolation wurde von Lady Mary Wortley Montagu 1721 nach ihrer Rückkehr von Konstantinopel nach England überliefert und gelangte so in die englische Oberschicht. In Konstantinopel führte der Arzt Charles Maitland eine Variolation am Sohn Montagus durch, 1721 nach ihrer Rückkehr in England an ihrer Tochter. Dies geschah unter der Aufsicht verschiedener Hofärzte, u. a. des Vorsitzenden des Royal College of Physicians, Hans Sloane. Die neue Technik wurde in England durch König Georg I. gestattet, nachdem sie zuerst an sechs Sträflingen im Newgate-Gefängnis gegen volle Amnestie am 9. August 1721 sowie an sechs Waisenkindern erfolgreich getestet worden war. In beiden Fällen führte Maitland die Variolation durch. 1722 wurden die beiden Töchter der Princess of Wales Caroline von Brandenburg-Ansbach, Amelia und Carolina, erfolgreich einer Variolation unterzogen. Von da an wurde die Methode generell akzeptiert, 1745 wurde das Londoner „Smallpox Hospital“ gegründet, das ausschließlich der Behandlung und Prävention der Pocken gewidmet war.
Kenntnisse über die Variolation gelangten im frühen 18. Jahrhundert auch in die damaligen Britischen Kolonien in Nordamerika. So erfuhr Cotton Mather erstmals 1707 durch den damaligen Sklaven „Onesimus“ etwas über diese Technik. Onesimus vom Stamm der Guramantese (vermutlich ein Coromantee aus dem heutigen Ghana) wurde bereits in Afrika inokuliert, bevor er nach Amerika gelangte, und zeigte Mather die typische Narbe am Arm; auch andere afrikanische Sklaven berichteten übereinstimmend von der Variolation aus ihrer Heimat. Zudem hatte Mather 1716 Timonius’ Bericht über die in der Türkei eingesetzte Methode gelesen; aus dem Lateinischen übersetzte Auszüge wurden damals in einem Artikel der Fachzeitschrift Philosophical Transactions of the Royal Society veröffentlicht. Abraham Vater, der 1723 über die Variolation in Boston, Neu-England, berichtete, schreibt, dass ein Herr Dummer einen Brief aus Neu-England publiziert hat, in dem er berichtet, dass er mit vielen „Africanischen Mohren“ gesprochen habe, welche ihm versichert hätten, dass die Methode, die Blattern zu pfropfen, in ihrem Vaterland so universal sei, „dass wenn die Europäischen Kaufleute auf der Küste von Guinea einige Sklaven erhandelten, welche die Krankheit noch nicht gehabt, sie dieselben gleich hinsendeten und die Blattern an ihnen pfropfen ließen“. A. Vater sah das mit einer gewissen Skepsis und empfahl, dass man „erstlich bey unseren Englischen Kaufleuten so dahin handeln Erkundigung einzöge, ehe man derselben völligen Glauben beymißet.“ (Aus: A. Vater: Ausführliche Nachricht von der Beschaffenheit und Success des Blatter-Beltzens in Neu-Engelland beschrieben von Herrn Benjamin Colmann, Wittenberg 1723). Mather konnte einen von zehn Bostoner Ärzten, Zabdiel Boylston (* 1679; † 1766), während der Pockenepidemie in Boston 1721 von der Technik überzeugen; von 287 inokulierten Menschen verstarben 6 nach Infektion mit den Pocken (2 %). Dagegen starben 842 von 5.759 nicht-inokulierten Menschen (15 %), die an den Pocken erkrankt waren. Benjamin Franklin, dessen Sohn 1736 an den Pocken verstorben war, wurde selbst ein glühender Verfechter der Variolation.

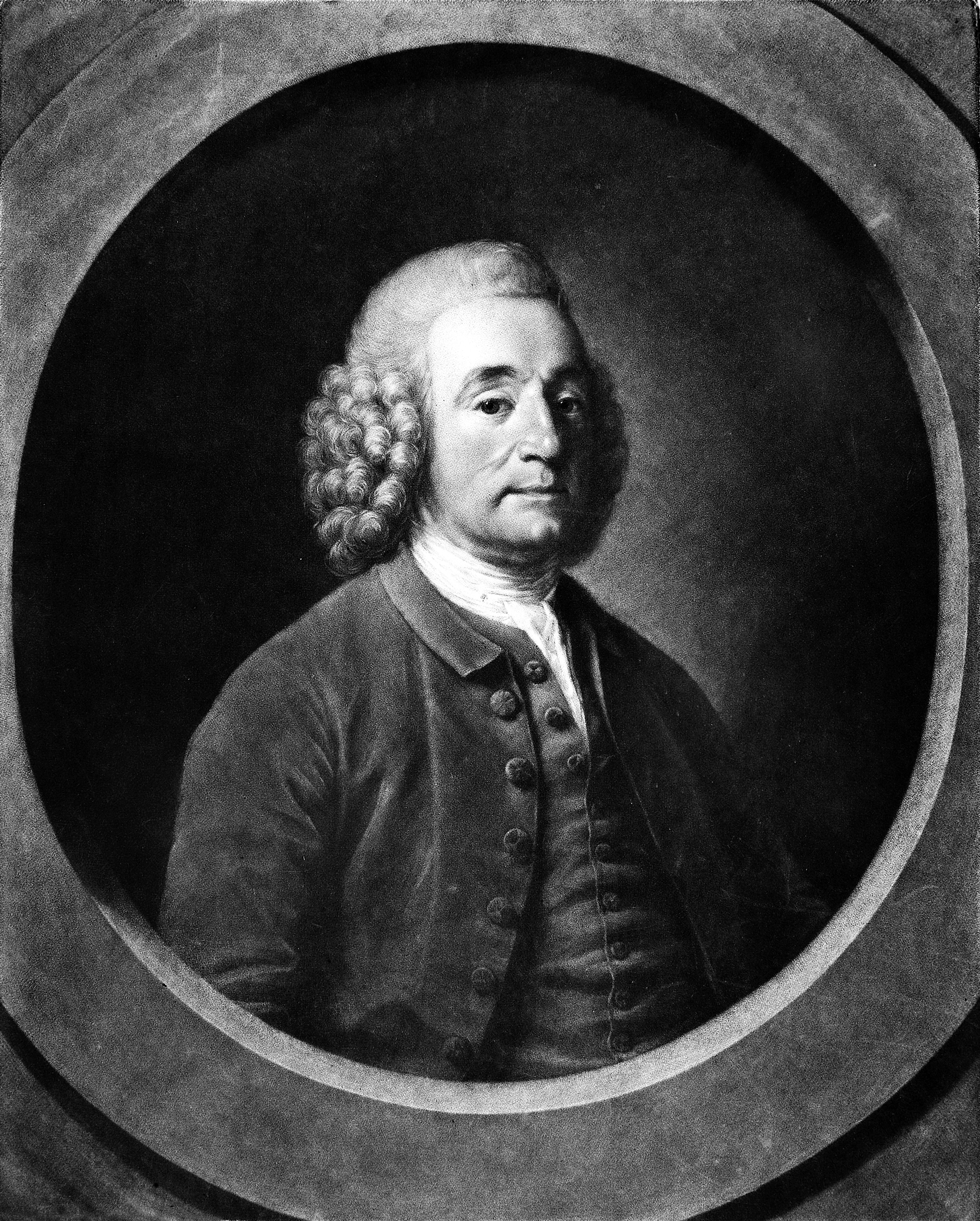
Baron Thomas Dimsdale

In Westeuropa inokulierte erstmals 1748 der Arzt Théodore Tronchin seinen Sohn in Amsterdam. Der englische Arzt Thomas Dimsdale impfte Katharina die Große und ihre Söhne und Enkel mit dieser Methode und wurde deshalb zum Baron ernannt. In Wien ließ Maria Theresia vier ihrer jüngsten Kinder 1768 (auf Anraten des Leibarztes Gerard van Swieten) durch Jan Ingenhousz inokulieren, nachdem man das Verfahren an 100 Waisenkindern erfolgreich erprobt hatte. Die Monarchin richtete auch ein kostenloses Inokulationshaus für die Bevölkerung Wiens ein und ermutigte ihre anderen erwachsenen Kinder sowie viele weitere Verwandte zur Immunisierung. Die Kunde über die Technik stammte von Voltaire, der von ihr im englischen Exil erfahren und sie im Hof von Preußen bekannt gemacht hatte. In der Schrift Philosophische Briefe von 1733 empfahl er die Inoculation in Frankreich.
Militärische Bedeutung erlangte die Variolation im Amerikanischen Unabhängigkeitskrieg: 1776 scheiterte der Versuch der Amerikaner, Kanada zu erobern, an einer Pockenepidemie, die in der Armee grassierte. Ihre britischen Gegner blieben von der Krankheit dank zuvor praktizierter Variolation verschont. George Washington lernte rasch und so waren bereits im nächsten Jahr auch seine Truppen mittels Variolation gegen Pocken immunisiert. Das Verfahren wurde in Europa und in Amerika mehr und mehr angewandt und perfektioniert.
Ab 1800 wurde die Variolation zunehmend durch Edward Jenners Vakzination ersetzt, in England schließlich 1840 gesetzlich verboten (Vaccination Acts).

## Varianten

### Methode nach Sutton
Das System oder die Methode nach Sutton geht auf den in Suffolk praktizierenden Arzt Robert Sutton (* 1707; † 1788) zurück. Auslöser war wahrscheinlich eine 1756 von John Rodbard durchgeführte klassische Variolation seines ältesten Sohnes Robert Jr. Dieser entwickelte starke Symptome einer Pockenerkrankung. Die Methode nach Sutton wurde von ihm und seinen sechs Söhnen praktiziert.
Bei dieser Methode erfolgte zwei Wochen vor der Variolation eine Diät, bei der der Patient keinen Alkohol und kein Fleisch zu sich nehmen sollte. Bei der Variolation selbst wurde darauf geachtet, dass die Lanze, mit der geringe Mengen an Lymphe übertragen wurden, nicht zu tief in die Haut des Empfängers eindrang (minimalinvasiv). Danach sollte der Empfänger im Freien Übungen abhalten, so lange, bis er Fieber entwickelte. Dieses wurde mit kaltem Wasser, warmem Tee und Brei behandelt. Gegen beim milden Verlauf einer Pockenerkrankung auftretende Symptome sollte der Patient unter anderem quecksilber- und antimonhaltige Präparate einnehmen.
Die Methode nach Sutton war höchst populär und verbreitete sich auch in Europa. 1769 verstarben von 40.000 Patienten, die in England inokuliert wurden, nicht mehr als 100 Patienten.

### Methode nach Dimsdale
Thomas Dimsdale kritisierte die Methode nach Sutton dahingehend, dass gerade inokulierte Personen sich frei auch unter nicht-inokulierten Menschen aufhalten und damit unbeabsichtigt Pocken verbreiten konnten. Daraus schloss er, dass man ganze Gemeinden inokulieren müsse. Zusammen mit Ingenhousz inokulierte er in der Grafschaft Hertfordshire die Gemeinden Little Berkhamsted und Bayford, was einen vorausgegangenen Zyklus an Variolation und Kontamination beendete.